# Belgische Rugby-Union-Nationalmannschaft
Die belgische Rugby-Union-Nationalmannschaft (französisch Équipe nationale de Belgique de rugby à XV; niederländisch Belgisch rugbyteam) ist die Nationalmannschaft Belgiens in der Sportart Rugby Union und repräsentiert das Land bei allen Länderspielen (Test Matches) der Männer. Die Mannschaft trägt den Spitznamen „Schwarze Teufel“. Die organisatorische Verantwortung trägt der 1931 gegründete Verband Belgium Rugby (BR). Vom Weltverband World Rugby wird Belgien in die dritte Stärkeklasse (third tier) eingeteilt. Das Team spielt in der Rugby Europe Championship, der ersten Division der Europameisterschaft des Kontinentalverbandes Rugby Europe.
Das erste inoffizielle Länderspiel fand 1930 gegen die Niederlande statt; das erste Test Match folgte zwei Jahre später. In den folgenden Jahren spielten beide Mannschaften regelmäßig gegeneinander. Zu den weiteren Gegnern der Anfangszeit gehörten auch Italien und Deutschland. 1934 gehörte der belgische Verband zu den Gründungsmitgliedern der Fédération internationale de rugby amateur (FIRA; heute Rugby Europe), die damals als Konkurrentin zum angelsächsisch dominierten International Rugby Football Board (IRFB; heute World Rugby) auftrat. Seit den 2000er Jahren hat sich der Rugbysport in Belgien stetig weiterentwickelt, so dass die Auswahl mittlerweile regelmäßig 1.000 Zuschauer zu den Heimspielen anzieht. Die meisten Spiele Belgiens finden im Rahmen der Europameisterschaften statt. Der größte Erfolg der Nationalmannschaft sind der Aufstieg in die erste Division 2010, 2014 und 2022. Bisher konnte sich die Mannschaft noch nicht für eine Weltmeisterschaft qualifizieren. Traditionell spielt Belgien in rot-schwarz-gestreiften Trikots mit schwarzen Hosen und schwarzen Socken.

## Organisation
Verantwortlich für die Organisation von Rugby Union in Belgien ist der Verband Belgium Rugby (BR), bis 2019 Fédération Belge de Rugby (FBRB) genannt. Die FBRB wurde 1931 gegründet und 1998 Vollmitglied des International Rugby Board (IRB; heute World Rugby). Der belgische Verband war außerdem im Jahr 1934 Gründungsmitglied des Kontinentalverbandes Fédération internationale de rugby amateur (FIRA; heute Rugby Europe).
Die höchste Rugby-Union-Liga in Belgien ist die 1937 gegründete Erste Division mit acht Mannschaften, in der um die belgische Rugby-Meisterschaft gespielt wird. Ein Großteil der für die Nationalmannschaft antretenden Spieler speist sich aus dieser Liga, weitere Spieler sind vor allem in Frankreich tätig. In Belgien tätige Nationalspieler gehören meist der professionellen Mannschaft Brussels Devils an, die seit 2021 am Rugby Europe Super Cup teilnimmt.
Neben der eigentlichen Nationalmannschaft ruft die Belgium Rugby weitere Auswahlmannschaften zusammen. Wie andere Rugbynationen verfügt Belgien über eine U-20-Nationalmannschaft, die an den entsprechenden Europa- und Weltmeisterschaften teilnimmt. Hinzu kommt die Siebener-Rugby-Nationalmannschaft. Kinder und Jugendliche werden bereits in der Schule an den Rugbysport herangeführt und je nach Interesse und Talent beginnt dann die Ausbildung.

## Geschichte

### Einführung und Verbreitung von Rugby

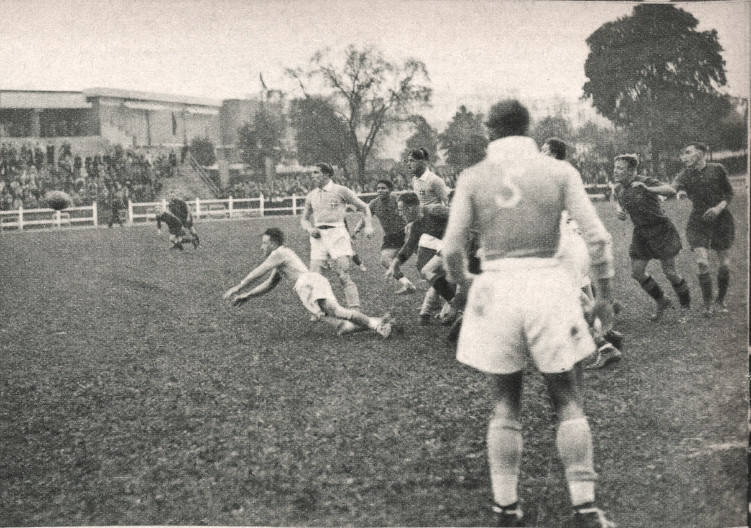
Belgien gegen Italien beim FIRA-Turnier 1937

Das Rugby in Belgien geht vor allem auf Briten und Franzosen zurück. Der Rugby Club Français wurde vom Franzosen Jean Rey gegründet, dem späteren ersten Nationaltrainer. Danach waren Briten an der Gründung des British Sport Club in Antwerpen (1919) und Brüssel (1925) beteiligt, die das Rugby in Belgien weiter etablierten. Belgien spielte am 1. Juli 1930 sein erstes Rugbyspiel auswärts in Den Haag und gewann mit 6:0 gegen die Niederlande, womit die bis heute andauernde Rivalität mit dem nördlichen Nachbarn begann. Später im selben Jahr folgte das zweite Spiel in Brüssel, das sie mit 11:0 für sich entschieden. Beide Spiele werden jedoch von Belgium Rugby (BR) nicht als offizielle Test Matches anerkannt, da sowohl der belgische als auch der niederländische Rugbyverband noch nicht existierten. 1931 wurde der Verband Fédération Belge de Rugby (FBRB; heute Belgium Rugby) gegründet. Die erste Vorstandssitzung fand am 20. Januar 1932 statt. Am 13. März desselben Jahres wurde in Amsterdam das erste, vom belgischen Verband anerkannte, offizielle Test Match gegen die Niederlande ausgetragen und endete 6:6 unentschieden. Bis 1937 trafen die Belgier jährlich auf die Niederländer, unterlagen jedoch in jeder Begegnung.
1934 gehörte die FBRB zu den Gründungsmitgliedern der Fédération internationale de rugby amateur (FIRA; heute Rugby Europe), die als Konkurrentin zum angelsächsisch dominierten International Rugby Football Board (IRFB; heute World Rugby) auftrat. Dennoch blieben internationale Begegnungen eine Seltenheit. 1937 wurde die Erste Division, die belgische Rugbymeisterschaft, erstmals ausgetragen. Im selben Jahr, beim zweiten FIRA-Turnier in Paris (dem Vorläufer der Europameisterschaft), trafen die Belgier erstmals auf Italien, unterlagen jedoch. Im Spiel um Platz fünf gelang ein Sieg gegen die Niederlande.

### Regelmäßige internationale Kontakte
Nach dem Ende des Zweiten Weltkrieges traf die belgische Mannschaft Ende der 1940er Jahre ausschließlich auf die Niederlande. 1952, nach einer fünfzehnjährigen Pause, wurde wieder ein Europapokal ausgetragen, wobei die Belgier Westdeutschland unterlagen, was das Vorrundenaus bedeutete. Beim Europapokal 1954 trafen die Belgier erstmals auf Spanien, schieden jedoch abermals nach der Vorrunde aus. Bis 1969 trugen die Belgier mindestens ein jährliches Freundschaftsspiel gegen den nördlichen Nachbarn aus.
Als die FIRA die Europameisterschaft nach über zehnjähriger Pause wiederbelebte (mit Beteiligung nordafrikanischer Länder), traten die Belgier in der zweiten Division an. Beim FIRA-Nationenpokal 1965/66 verpassten sie nach einem Unentschieden gegen Portugal auf eigenen Boden den Aufstieg in die erste Division. Beim FIRA-Nationenpokal 1966/67 scheiterte die Mannschaft im Finale an der Tschechoslowakei. 1967/68 unterlagen sie Spanien, Marokko und Portugal. 1968/69 erreichte das Team mit einem Sieg gegen die Niederlande die Finalrunde, unterlag in dieser aber Italien und Spanien. 1970/71 kam Belgien nicht über die Gruppenphase hinaus.
Nach einer Restrukturierung der Europameisterschaft verblieben die Belgier beim FIRA-Pokal 1975/76 in der zweiten Division. Da sie beide Gruppenspiele verloren, fanden sie sich in der dritten Division der Austragung 1976/77 wieder, in der nach drei Siegen der direkte Wiederaufstieg gelang. 1977/78 erlitt das Team eine Niederlage gegen Marokko, während es gegen Jugoslawien Forfait verlor. Bis Mitte der 1980er Jahre klassierten sich die Belgier überwiegend in der dritten Division des europäischen Wettbewerbes, durch eine weitere Restrukturierung nach dem FIRA-Pokal 1984/85, als die FIRA die zweite und dritte Division zusammenlegte, blieben sie drittklassig.
Im Jahr 1985 beschloss der IRFB, der damals noch sehr exklusiv war und nur acht Mitglieder zählte, die Einführung der Weltmeisterschaft. Für die erste Austragung 1987 vergab er neun Startplätze durch Einladungen, wobei Belgien unberücksichtigt blieb. Die Belgier beteiligten sich erstmals 1991 an der Qualifikation zur Weltmeisterschaft 1991. In dieser erreichten sie in der zweiten Runde der europäischen Qualifikation nur den vierten Platz, nachdem sie alle ihre drei Spiele verloren hatten.
In den 1990er Jahren spielten die Belgier regelmäßiger gegen andere europäische Mannschaften und beim FIRA-Pokal 1992–1994 in der ersten Division. In der Qualifikation zur Weltmeisterschaft 1995 gelang der Mannschaft zwar ein Sieg gegen die Schweiz, sie unterlag aber Portugal und Spanien.
Die FIRA nahm wieder eine Restrukturierung der Europameisterschaft vor, jedoch gehörte Belgien im FIRA-Pokal 1994–1997 weiterhin der ersten Division an und schloss dort die Hauptrunde auf dem letzten Gruppenplatz ab. 1998 wurde Belgien Mitglied des IRB. Die Jahre 1997 bis 1999 waren eine Ära des Umbruchs im europäischen Rugby, da sich die FIRA einerseits dem IRB als Kontinentalverband unterordnete und sich gleichzeitig von ihren außereuropäischen Mitgliedern trennte. Außerdem nahmen mit Frankreich und Italien die beiden stärksten Teams nicht mehr an Europameisterschaften teil. Aus diesen Gründen fanden stattdessen Ersatzturniere statt, die nicht den Status von Kontinentalmeisterschaften hatten. Beim FIRA-Turnier 1996/97 erreichten die Belgier den achten Platz. Bei der anschließenden Qualifikation für die Weltmeisterschaft 1999, die im Winterhalbjahr 1997/98 stattfand, erreichten sie nur den fünften Gruppenplatz.
Beim FIRA-Turnier 1998/99 gewann Belgien gegen Jugoslawien und Luxemburg, während es Tunesien und Deutschland unterlag. Das Team erreichte dadurch den dritten Gruppenplatz, was die Einteilung in die dritte Division des European Nations Cup 1999/2000 bedeutete, der ersten Austragung der Europameisterschaft in einem neuen Format. Belgien gewann bei dieser zwar das Spiel gegen die Schweiz, verlor aber die übrigen Partien gegen Polen, Tschechien und Lettland.

### Im neuen Millennium

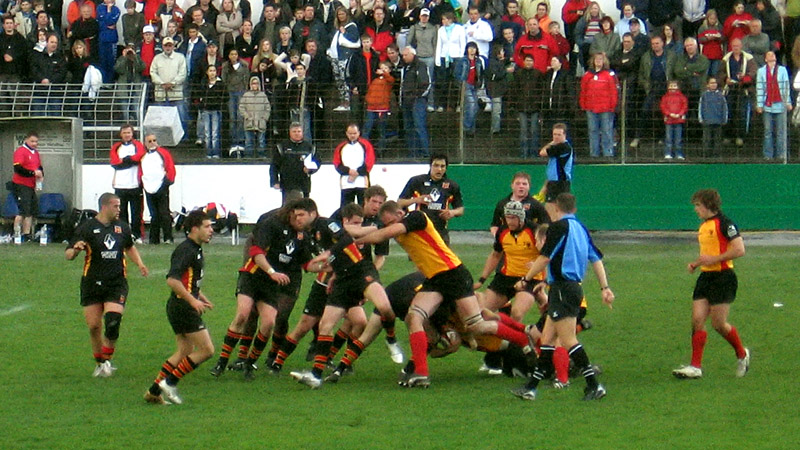
Belgien bei einem Qualifikationsspiel gegen Deutschland für die WM 2007

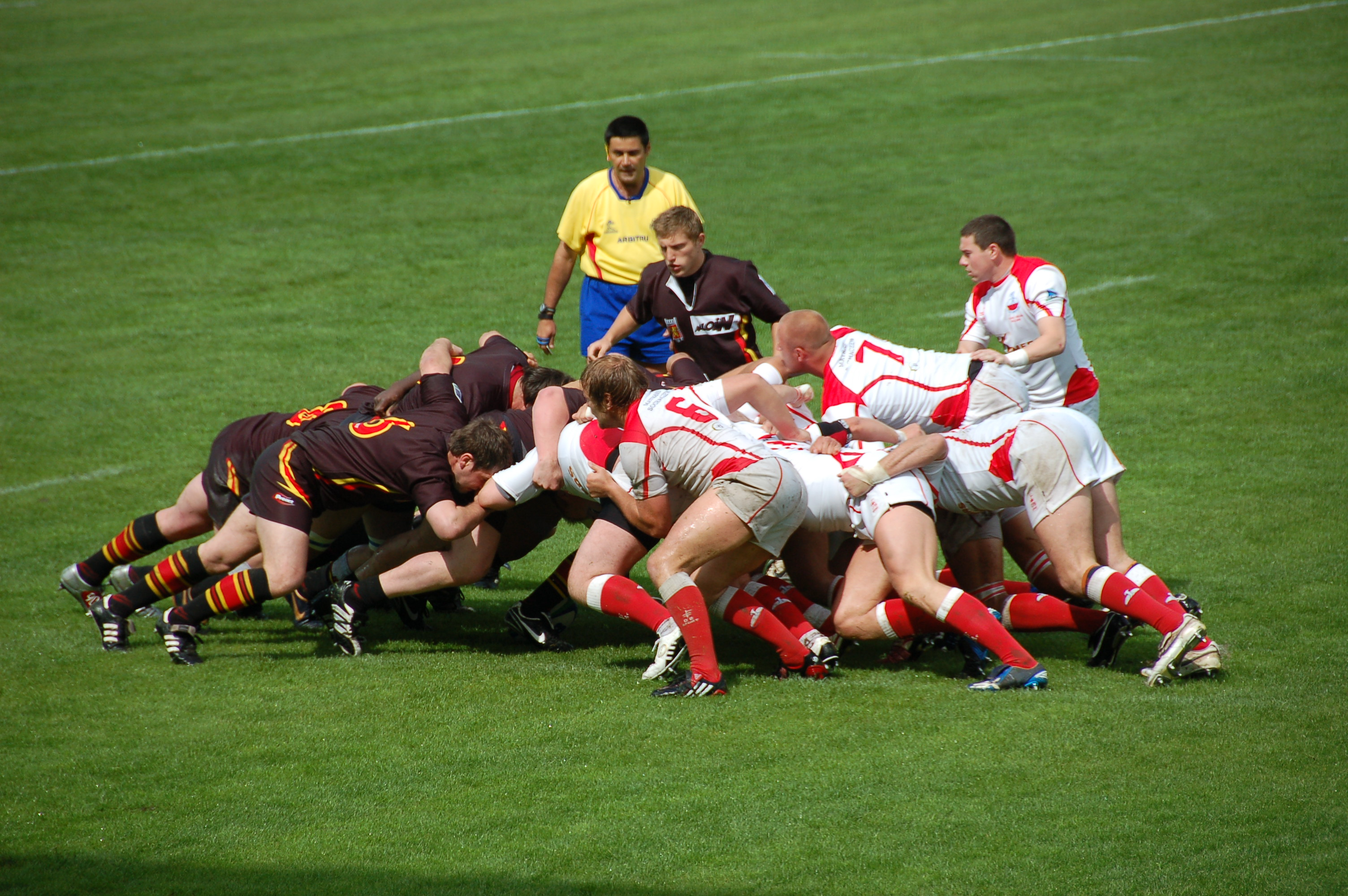
Belgien gegen Polen während der WM-Qualifikation 2009

Der European Nations Cup 2000/01 und der European Nations Cup 2001/02 dienten gleichzeitig als erste und zweite Runde der Qualifikation zur Weltmeisterschaft 2003. Die Belgier erreichten mit ihren Aufstieg in die zweite Division auch die zweite Runde, in der sie lediglich den letzten Platz erreichten.
Beim European Nations Cup 2002–2004 belegten die Belgier wiederum den letzten Platz ihrer Gruppe. Die Ergebnisse des European Nations Cup 2004–2006 flossen in die Qualifikation für die Weltmeisterschaft 2007 ein. Diese beendete das Team in der zweiten Runde, nachdem es dort den zweiten Platz erreicht hatte. Vor dem Beginn der Weltmeisterschaft traf eine belgische Auswahl auf Argentinien und Am 24. Mai 2008 spielte eine belgische Mannschaft gegen den Barbarian FC.
Die Belgier verbesserten sich stetig. Waren sie 2004 noch auf dem 55. Platz der Weltrangliste, erzielten sie in den folgenden Jahren gute Resultate gegen andere europäische Mannschaften und waren 2010 unter den 30 besten Mannschaften der Weltrangliste angelangt. Seitdem blieb Belgien konstant unter dieser Marke. Den European Nations Cup 2006–2008 beendeten die Belgier auf dem zweiten Platz und verpassten damit den Aufstieg in die erste Division. Beim European Nations Cup 2008–2010, dessen Ergebnisse in die Qualifikation für die Weltmeisterschaft 2011 einflossen, verpassten die Belgier sowohl den Aufstieg als auch das europäische Play-off in der WM-Qualifikation.
Der European Nations Cup 2010–2012 verlief für die Belgier äußerst erfolgreich, als sie zwischen März 2011 und Dezember 2012 zehn Partien hintereinander gewinnen konnten. Daraufhin trafen sie in der Division 1A des European Nations Cup 2012–2014 auf Mannschaften wie Spanien und Portugal, aber auch die WM-Teilnehmer Rumänien, Georgien und Russland. Die Mannschaft erreichte jedoch nur den sechsten Platz und stieg damit wieder in die Division 1B ab. Da dies gleichzeitig die europäische Qualifikation zur Weltmeisterschaft 2015 war, schied das Team gleichermaßen aus. Beim European Nations Cup 2014–2016 gelang Belgien nach neun Siegen der direkte Wiederaufstieg in die Division 1A.

### Eine Kontroverse und ihre Folgen
Nach einer weiteren Formatänderung der Europameisterschaft trat Belgien in der höchstklassigen Rugby Europe Championship 2017 an. Deren Ergebnisse zählten ebenso wie jene der Rugby Europe Championship 2018 als Qualifikation für die Weltmeisterschaft 2019 (abzüglich aller Partien mit Beteiligung der bereits qualifizierten Georgier). Den Belgiern gelang jedoch nur ein Sieg über Deutschland. Darauf folgte am 18. März 2018 in Brüssel ein kontroverser 18:10-Heimsieg über Spanien. Der rumänische Schiedsrichter Vlad Iordăchescu und die beiden ebenfalls rumänischen Assistenten trafen während des Spiels mehrere umstrittene Entscheidungen zugunsten der Belgier, was dazu führte, dass Rumänien anstelle Spaniens qualifiziert gewesen wäre.
Drei Wochen später kündigte World Rugby eine Untersuchung an. Die Funktionäre waren besorgt über die Nominierung eines offensichtlich nicht neutralen Schiedsrichterteams durch den Kontinentalverband Rugby Europe. Ebenso wollten sie zwischenzeitlich aufgetauchte Gerüchte untersuchen, wonach mehrere Mannschaften Spieler eingesetzt hätten, die nicht teilnahmeberechtigt gewesen seien. Rugby-Nationalmannschaften konnten damals neben Staatsbürgern auch ausländische Spieler umfassen, die ihren Wohnsitz seit mindestens drei Jahren ununterbrochen im entsprechenden Land hatten (seit 2020 sind es fünf Jahre). Mitte Mai 2018 veröffentlichte der von World Rugby beauftragte unabhängige Untersuchungsausschuss seinen Bericht. Demzufolge hatten Belgien, Rumänien und Spanien in mehreren Fällen Spieler eingesetzt, die gegen die Wohnsitzregelung verstießen. Belgien war in sechs Spielen im Zusammenhang mit der WM-Qualifikation betroffen und wurde mit dem Abzug von 30 Tabellenpunkten bestraft (fünf je Spiel). Dadurch rutschte die Mannschaft vom vierten auf den sechsten Platz ab. Der Startplatz der ebenfalls bestraften Rumänen ging an Russland, während Deutschland anstelle Spaniens die nächste Qualifikationsrunde bestreiten durfte. Eine unabhängige Berufungsinstanz bestätigte im Juni das Urteil.

### Aktuelle Entwicklung
Im Frühjahr 2019 änderte der belgische Verband seinen offiziellen Namen in Belgium Rugby. Damit wollte er sich einerseits einen neutralen Namen im mehrsprachigen Belgien geben und andererseits zugänglicher für die internationale Rugbygemeinschaft werden. In der Rugby Europe Championship 2020 gelang den Belgiern nur ein Sieg über Russland, woraufhin sie auf den letzten Gruppenplatz landeten und ein Relegationsspiel gegen die Niederländer bestreiten mussten. Dieses verloren sie denkbar knapp mit 21:23, womit sie in die Rugby Europe Trophy abstiegen und gleichzeitig die Weltmeisterschaft 2023 verpassten. Ab März 2020 musste der internationale Spielbetrieb wegen der COVID-19-Pandemie bis Oktober 2021 ruhen. In der Rugby Europe Trophy 2021/22 klassierte sich Belgien auf dem ersten Platz und fand sich in der Saison 2022/23 in der Rugby Europe Championship wieder, in der die Mannschaft den siebten Platz unter acht Teilnehmern belegte. In der Rugby Europe International Championships 2023/24 belegten die Belgier ebenfalls den siebten Platz, was für den Klassenerhalt ausreichend war. Während des Turnieres gelang den Belgiern ein überraschender Heimsieg über den WM-Teilnehmer Portugal (10:6). Im Sommer desselben Jahres unternahmen die Belgier erstmals eine Südamerikatour und traten gegen Brasilien, Chile und Paraguay an. Während gegen die Paraguayer ein deutlicher Sieg gelang, erlitt Belgien gegen die Brasilianer und Chilenen ebenso deutliche Niederlagen. Bei der Rugby Europe International Championships 2024/25 erreichte das Team den fünften Platz, womit es die interkontinentale Qualifikation zur Weltmeisterschaft 2027 erreichte.

## Trikot, Logo und Spitzname
Die Nationalmannschaft Belgiens spielt traditionell in rot-schwarz-gestreiften Trikots mit der belgischen Flagge auf den Ärmeln, schwarzen Hosen und schwarzen Socken mit der belgischen Flagge an der Oberseite. Das Auswärtstrikot ist gelb-schwarz-gestreift mit der belgischen Flagge auf den Ärmeln, schwarzen Hosen und schwarzen Socken mit der belgischen Flagge an der Oberseite.
Aktueller Trikotausrüster der belgischen Nationalmannschaft ist der neuseeländische Sportartikelhersteller Canterbury, Trikotsponsor ist der belgische Ersatzteilhersteller TVH. Auf den Trikots erscheint das Verbandslogo auf der rechten Seite, das Ausrüsterlogo links und das Sponsorenlogo in der Mitte.
Das Logo von Belgium Rugby zeigt einen schreitenden Löwen, das Wappentier Belgiens, vor Malstangen und einem Rugbyball in den Nationalfarben gelb, rot und schwarz mit der Abkürzung F.B.R.B. darüber. Der Spitzname der belgischen Nationalmannschaft lautet seit 2006 deutsch Schwarze Teufel, französisch Diables noirs bzw. niederländisch Zwarte Duivels; er verbindet den Spitznamen der belgischen Fußballnationalmannschaft („Rote Teufel“) mit jenem der neuseeländischen Rugby-Union-Nationalmannschaft („All Blacks“). Es gibt aber auch einen historischen Bezug zum Gefecht bei Halen während des Ersten Weltkrieges, bei dem eine belgische Radfahrer-Kompanie mit dem Spitznamen „Rote Teufel“ einen deutschen Angriff abwehrte.

## Stadion
Das Heimstadion der belgischen Nationalmannschaft ist das Nelson-Mandela-Stadion im Brüsseler Stadtteil Neder-Over-Heembeek mit 750 Sitzplätzen. Es wurde 2017 eröffnet und dient auch als Verbandssitz von Belgium Rugby.

## Test Matches
Belgien hat 143 seiner bisher 325 Test Matches gewonnen, was einer Gewinnquote von 44,00 % entspricht. Die Statistik der Test Matches Belgiens gegen alle Nationen, alphabetisch geordnet, ist wie folgt (Stand 12. August 2025):
| Land                         | Spiele | Gewonnen | Unent- schieden | Verloren | % Siege |
| ---------------------------- | ------ | -------- | --------------- | -------- | ------- |
| Armenien                     | 1      | 0        | 0               | 1        | 0,00    |
| Brasilien                    | 2      | 0        | 0               | 2        | 0,00    |
| Chile                        | 1      | 0        | 0               | 1        | 0,00    |
| Dänemark                     | 7      | 6        | 0               | 1        | 85,71   |
| Deutschland                  | 34     | 11       | 1               | 22       | 32,35   |
| Fidschi                      | 1      | 0        | 0               | 1        | 0,00    |
| Georgien                     | 5      | 0        | 0               | 5        | 0,00    |
| Hongkong                     | 4      | 1        | 0               | 3        | 25,00   |
| Italien                      | 2      | 0        | 0               | 2        | 0,00    |
| Kanada                       | 4      | 1        | 0               | 3        | 25,00   |
| Kroatien                     | 5      | 3        | 0               | 2        | 60,00   |
| Jugoslawien                  | 10     | 8        | 0               | 2        | 80,00   |
| Lettland                     | 2      | 1        | 0               | 1        | 50,00   |
| Litauen                      | 3      | 2        | 0               | 1        | 66,67   |
| Luxemburg                    | 5      | 5        | 0               | 0        | 100,00  |
| Marokko                      | 7      | 0        | 0               | 7        | 0,00    |
| Monaco                       | 1      | 1        | 0               | 0        | 100,00  |
| Moldau                       | 9      | 7        | 0               | 2        | 77,78   |
| Malta                        | 2      | 2        | 0               | 0        | 100,00  |
| Niederlande                  | 75     | 41       | 4               | 30       | 54,67   |
| Paraguay                     | 1      | 1        | 0               | 0        | 100,00  |
| Polen                        | 22     | 9        | 1               | 12       | 40,91   |
| Portugal                     | 17     | 4        | 2               | 11       | 23,53   |
| Rumänien                     | 10     | 0        | 0               | 10       | 0,00    |
| Russland                     | 9      | 1        | 0               | 8        | 11,11   |
| Samoa                        | 1      | 0        | 0               | 1        | 0,00    |
| Slowenien                    | 4      | 2        | 1               | 1        | 50,00   |
| Schweden                     | 14     | 11       | 0               | 3        | 78,57   |
| Schweiz                      | 13     | 9        | 0               | 4        | 69,23   |
| Simbabwe                     | 1      | 1        | 0               | 0        | 100,00  |
| Spanien                      | 17     | 2        | 1               | 14       | 11,76   |
| Tschechien                   | 7      | 4        | 1               | 2        | 57,14   |
| Tschechoslowakei             | 6      | 1        | 0               | 5        | 16,67   |
| Tunesien                     | 11     | 5        | 1               | 5        | 45,45   |
| Ukraine                      | 9      | 5        | 0               | 4        | 55,56   |
| Uruguay                      | 1      | 0        | 0               | 1        | 0,00    |
| Vereinigte Arabische Emirate | 1      | 1        | 0               | 0        | 100,00  |
| Vereinigte Staaten           | 1      | 0        | 0               | 1        | 0,00    |
| Gesamt                       | 325    | 143      | 12              | 170      | 44,00   |

## Erfolge

### Weltmeisterschaften
Belgien konnte sich noch nicht für eine Weltmeisterschaft qualifizieren.
| Jahr | Resultat                                    | Spiele                                      | Siege                                       | Unent.                                      | Ndlg.                                       | +/-                                         | Punkte                                      |
| ---- | ------------------------------------------- | ------------------------------------------- | ------------------------------------------- | ------------------------------------------- | ------------------------------------------- | ------------------------------------------- | ------------------------------------------- |
| 1987 | nicht eingeladen                            | nicht eingeladen                            | nicht eingeladen                            | nicht eingeladen                            | nicht eingeladen                            | nicht eingeladen                            | nicht eingeladen                            |
| 1991 | nicht qualifiziert (2. Qualifikationsrunde) | nicht qualifiziert (2. Qualifikationsrunde) | nicht qualifiziert (2. Qualifikationsrunde) | nicht qualifiziert (2. Qualifikationsrunde) | nicht qualifiziert (2. Qualifikationsrunde) | nicht qualifiziert (2. Qualifikationsrunde) | nicht qualifiziert (2. Qualifikationsrunde) |
| 1995 | nicht qualifiziert (2. Qualifikationsrunde) | nicht qualifiziert (2. Qualifikationsrunde) | nicht qualifiziert (2. Qualifikationsrunde) | nicht qualifiziert (2. Qualifikationsrunde) | nicht qualifiziert (2. Qualifikationsrunde) | nicht qualifiziert (2. Qualifikationsrunde) | nicht qualifiziert (2. Qualifikationsrunde) |
| 1999 | nicht qualifiziert (2. Qualifikationsrunde) | nicht qualifiziert (2. Qualifikationsrunde) | nicht qualifiziert (2. Qualifikationsrunde) | nicht qualifiziert (2. Qualifikationsrunde) | nicht qualifiziert (2. Qualifikationsrunde) | nicht qualifiziert (2. Qualifikationsrunde) | nicht qualifiziert (2. Qualifikationsrunde) |
| 2003 | nicht qualifiziert (2. Qualifikationsrunde) | nicht qualifiziert (2. Qualifikationsrunde) | nicht qualifiziert (2. Qualifikationsrunde) | nicht qualifiziert (2. Qualifikationsrunde) | nicht qualifiziert (2. Qualifikationsrunde) | nicht qualifiziert (2. Qualifikationsrunde) | nicht qualifiziert (2. Qualifikationsrunde) |
| 2007 | nicht qualifiziert (3. Qualifikationsrunde) | nicht qualifiziert (3. Qualifikationsrunde) | nicht qualifiziert (3. Qualifikationsrunde) | nicht qualifiziert (3. Qualifikationsrunde) | nicht qualifiziert (3. Qualifikationsrunde) | nicht qualifiziert (3. Qualifikationsrunde) | nicht qualifiziert (3. Qualifikationsrunde) |
| 2011 | nicht qualifiziert (4. Qualifikationsrunde) | nicht qualifiziert (4. Qualifikationsrunde) | nicht qualifiziert (4. Qualifikationsrunde) | nicht qualifiziert (4. Qualifikationsrunde) | nicht qualifiziert (4. Qualifikationsrunde) | nicht qualifiziert (4. Qualifikationsrunde) | nicht qualifiziert (4. Qualifikationsrunde) |
| 2015 | nicht qualifiziert (5. Qualifikationsrunde) | nicht qualifiziert (5. Qualifikationsrunde) | nicht qualifiziert (5. Qualifikationsrunde) | nicht qualifiziert (5. Qualifikationsrunde) | nicht qualifiziert (5. Qualifikationsrunde) | nicht qualifiziert (5. Qualifikationsrunde) | nicht qualifiziert (5. Qualifikationsrunde) |
| 2019 | nicht qualifiziert (5. Qualifikationsrunde) | nicht qualifiziert (5. Qualifikationsrunde) | nicht qualifiziert (5. Qualifikationsrunde) | nicht qualifiziert (5. Qualifikationsrunde) | nicht qualifiziert (5. Qualifikationsrunde) | nicht qualifiziert (5. Qualifikationsrunde) | nicht qualifiziert (5. Qualifikationsrunde) |
| 2023 | nicht teilgenommen                          | nicht teilgenommen                          | nicht teilgenommen                          | nicht teilgenommen                          | nicht teilgenommen                          | nicht teilgenommen                          | nicht teilgenommen                          |
| 2027 | laufende Qualifikation                      | laufende Qualifikation                      | laufende Qualifikation                      | laufende Qualifikation                      | laufende Qualifikation                      | laufende Qualifikation                      | laufende Qualifikation                      |
| 2031 | noch ausstehend                             | noch ausstehend                             | noch ausstehend                             | noch ausstehend                             | noch ausstehend                             | noch ausstehend                             | noch ausstehend                             |

### Europameisterschaft
An der Europameisterschaft nimmt die belgische Mannschaft seit Gründung des Wettbewerbs teil, meist in der zweiten Division.

### Weitere Test Matches
Aufgrund der späten Etablierung unternahm Belgien während der Amateurära kaum Touren nach alter Tradition, da sie um das Jahr 2000 zum Erliegen kamen. Heute stehen für Test Matches gegen Teams der südlichen Hemisphäre jedes Jahr zwei Zeitfenster zur Verfügung: Die Mid-year Internationals im Juni und die End-of-year Internationals im November. Im Gegensatz zu den meisten anderen Rugbynationen spielt Belgien dabei jedoch um keine Trophäen gegen seine Gegner.

## Spieler

### Aktueller Kader
Die folgenden Spieler bildeten den Kader für die Mid-year Internationals 2024:
| Spieler              | Position         | Verein            |
| -------------------- | ---------------- | ----------------- |
| Julien Berger        | Gedrängehalb     | Cognac            |
| Curtis Moucheron     | Gedrängehalb     | Soignies          |
| Timothe Rifon        | Gedrängehalb     | Ottignies         |
| Ryan Godsmark        | Verbinder        | La Hulpe          |
| Matias Remue         | Verbinder        | Toulouse          |
| Hugo De Francq       | Innendreiviertel | Soignies          |
| Lucas Michiel        | Innendreiviertel | Dendermonde       |
| Viktor Pazgrat       | Innendreiviertel | Frameries         |
| Florian Remue        | Innendreiviertel | Toulouse          |
| Jens Torfs           | Innendreiviertel | Nizza             |
| Dazzy Cornez         | Außendreiviertel | Mâcon             |
| Gaspard Lalli        | Außendreiviertel | La Hulpe          |
| Thomas Wallraf       | Außendreiviertel | Bassin d’Arcachon |
| Mattheo van Holsbeke | Schlussmann      | Soignies          |

| Spieler                 | Position             | Verein            |
| ----------------------- | -------------------- | ----------------- |
| Alexis Cuffolo          | Hakler               | Barbezieux        |
| Malcolm Huppermans      | Hakler               | Coq Mosan         |
| Alexandre Raynier       | Hakler               | Lombez Samatan    |
| Jean-Baptiste de Clercq | Pfeiler              | Albi              |
| Remi de Wolf            | Pfeiler              | Soignies          |
| Maxime Jadot            | Pfeiler              | Anglet            |
| Samuel Opsomer          | Pfeiler              | Soignies          |
| Lucas Sotteau           | Pfeiler              | Oloron            |
| Bruno Vliegen           | Pfeiler              | Marcquois         |
| Gillian Benoy           | Zweite-Reihe-Stürmer | Béziers           |
| Dries De Keyser         | Zweite-Reihe-Stürmer | Dendermonde       |
| Maurice Fromont         | Zweite-Reihe-Stürmer | Vannes            |
| Maximilien Hendrickx    | Zweite-Reihe-Stürmer | Niort             |
| Nestor Jeandrain        | Zweite-Reihe-Stürmer | Ottignies         |
| Jérémie Brasseur        | Flügelstürmer        | Massy             |
| Toon Deceuninck         | Flügelstürmer        | Kituro            |
| Jean-Maurice Decubber   | Flügelstürmer        | Massy             |
| Paul Gérard             | Flügelstürmer        | Waterloo          |
| Arthur Smeets           | Flügelstürmer        | Bassin d’Arcachon |
| Lucas Rassinfosse       | Flügelstürmer        | Bourgoin-Jallieu  |
| William Van Bost        | Flügelstürmer        | Béziers           |

### Bekannte Spieler

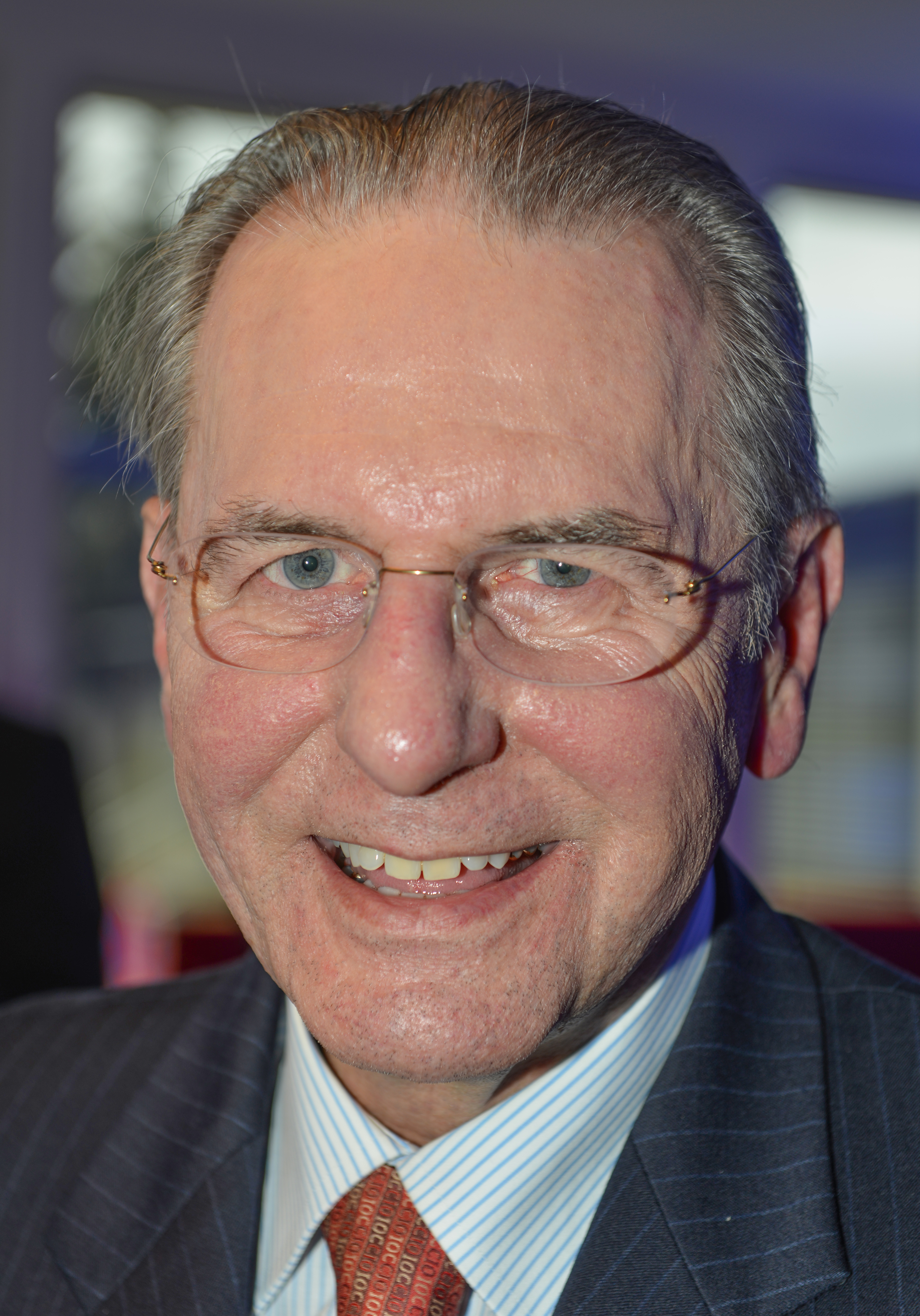
Jacques Rogge (2014)

Bisher ist noch kein belgischer Spieler in die World Rugby Hall of Fame aufgenommen worden.
Der ehemalige Präsident des Internationalen Olympischen Komitees Jacques Rogge wurde zehnmal für die belgische Nationalmannschaft berufen.

### Spielerstatistiken
Nachfolgend sind die wichtigsten Statistiken aufgelistet, die Spieler Belgiens betreffen. Die mit * markierten Spieler sind noch aktiv und können sich weiter verbessern.
(Stand: März 2025)
| Rang | Name             | Zeitraum  | Spiele |
| ---- | ---------------- | --------- | ------ |
| 01   | Thomas Dienst    | 2014–2021 | 27     |
| 02   | Guillaume Piron  | 2013–2021 | 23     |
| 03   | Alan Williams    | 2013–2021 | 23     |
| 04   | Thomas de Molder | 2013–2021 | 21     |
| 05   | Bertrand Billi   | 2013–2020 | 20     |
| 06   | Gillian Benoy    | 2017–2021 | 20     |
| 07   | Maxime Jadot     | 2013–2021 | 18     |
| 08   | Tom Cocqu        | 2017–2021 | 18     |
| 09   | Alexis Cuffolo   | 2013–2020 | 17     |
| 10   | Julien Berger    | 2013–2020 | 16     |

| Rang | Name              | Zeitraum  | Punkte |
| ---- | ----------------- | --------- | ------ |
| 01   | Alan Williams     | 2013–2021 | 173    |
| 02   | Vincent Hart      | 2017–2021 | 032    |
| 03   | Louis de Moffarts | 2019–2021 | 027    |
| 04   | Thomas de Molder  | 2013–2021 | 025    |
| 05   | Thomas Dienst     | 2014–2021 | 020    |
| 06   | Gillian Benoy     | 2017–2021 | 020    |
| 07   | Maxime Jadot      | 2013–2021 | 020    |
| 08   | Julien Berger     | 2013–2020 | 015    |
| 09   | Ervin Muric       | 2017–2020 | 015    |
| 10   | Charles Reynaert  | 2017–2019 | 015    |

| Rang | Name             | Zeitraum  | Versuche |
| ---- | ---------------- | --------- | -------- |
| 01   | Thomas de Molder | 2013–2021 | 5        |
| 02   | Thomas Dienst    | 2014–2021 | 4        |
| 03   | Gillian Benoy    | 2017–2021 | 4        |
| 04   | Maxime Jadot     | 2013–2021 | 4        |
| 05   | Jens Torfs       | 2014–2021 | 4        |
| 06   | Julien Berger    | 2013–2020 | 3        |
| 07   | Ervin Muric      | 2017–2020 | 3        |
| 08   | Charles Reynaert | 2017–2019 | 3        |
| 09   | Craig Dowsett    | 2017–2020 | 2        |
| 10   | Vincent Hart     | 2017–2021 | 2        |

## Trainer

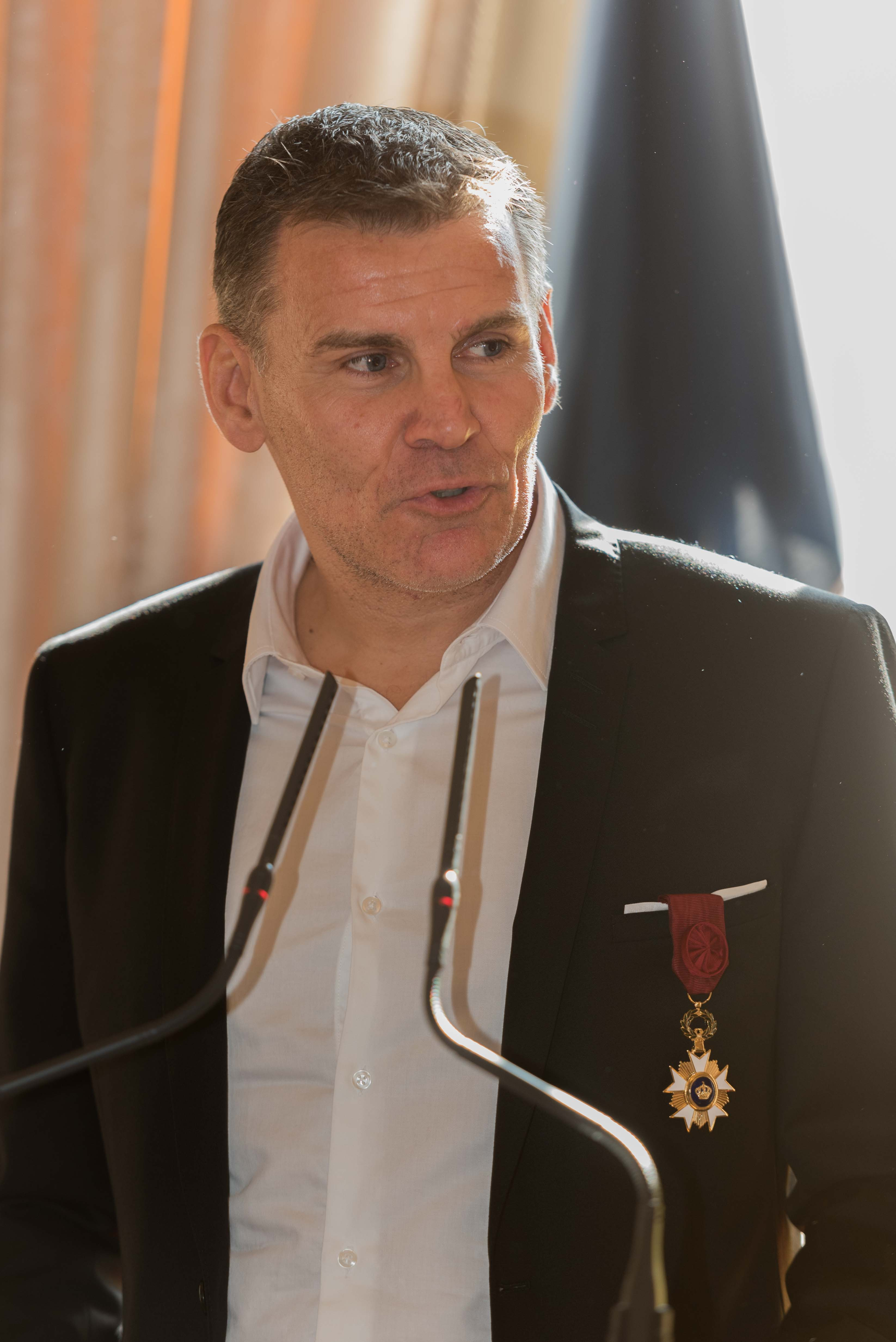
Richard McClintock (2015)

Folgende Personen waren Trainer der belgischen Nationalmannschaft:
| Name               | Jahre     |
| ------------------ | --------- |
| Richard McClintock | 2004–2014 |
| Guillaume Ajac     | 2014–2020 |
| Frédéric Cocqu     | 2020–2022 |
| Chris Cracknell    | 2022–2023 |
| Mike Ford          | 2023      |
| Laurent Dossat     | seit 2024 |